# کاواکامی اوتوجیرو
کاواکامی اوتوجیرو (انگلیسی: Kawakami Otojirō؛ ۸ فوریهٔ ۱۸۶۴ – ۱۱ نوامبر ۱۹۱۱) بازیگر، کمدین اهل ژاپن بود.